# Erich Spahn
Erich Spahn, född den 17 september 1948 i Dachsen, död den 19 december 2009 på samma plats, var en schweizisk tävlingscyklist som var professionell från 1968 till 1974.

## Meriter
| 1969 Vinnare av Kaistenberg Rundfahrt 2:a i Grosser Preis des Kantons Aargau 5:a i linjelopp vid Schweiziska mästerskapen 1971 Vinnare av Tour du Nord-Ouest 5:a i Züri Metzgete 1972 Vinnare av Tour du Nord-Ouest 3:a i linjelopp vid Schweiziska mästerskapen 4:a totalt i Tour de Suisse 9:a totalt i A Travers Lausanne 1974 10:a totalt i Tour de Suisse | Bana Schweiziska mästerskap 1970 Schweizisk mästare i omnium 1974 Schweizisk mästare i omnium Sexdagarslopp 1970/1971 Vinnare av Zürichs sexdagars (nov./dec.) med Fritz Pfenninger och Peter Post 3:a i Grenobles sexdagars (jan.) med Fritz Pfenninger 3:a i Milanos sexdagars (feb.) med Fritz Pfenninger 1971/1972 3:a i Londons sexdagars (sep.) med Fritz Pfenninger 3:a i Zürichs sexdagars (dec.) med Wilfried Peffgen och Wolfgang Schulze 1972/1973 2:a i Zürichs sexdagars (nov./dec.) med Sigi Renz och Wolfgang Schulze 1973/1974 3:a i Zürichs sexdagars (nov./dec.) med Fritz Pfenninger |